# Marc Burty
Pour les articles homonymes, voir Burty.
Marc Burty, connu sous le nom de Georges Bull, né le 18 février 1827 à Lyon et mort dans cette même commune le 4 février 1903 , est un compositeur français.

## Biographie
Marc Burty apprend à jouer du piano de façon autodidacte et devient professeur de musique au lycée de Lyon. Après avoir rejoint Paris, il se met à la composition. Là, il rencontre Louis James Alfred Lefébure-Wély qui lui fait découvrir l'harmonium, instrument qu'il apprend et diffuse à Lyon.
Il rencontre Jacques Offenbach le 13 avril 1856. Il a été le professeur de Gabrielle Mollot (1880-1931) qui a fait une carrière de pianiste au Canada.

## Œuvres[2]
25 études mignonnes très faciles pour servir d'introduction aux études récréatives pour piano, par Georges Bull- Heugel, 1898
25 études récréatives faciles pour servir d'introduction aux études de genre pour piano, par Georges Bull- Heugel, 1898
Le cor dans les bois, par Georges Bull- L. Eveillard, 1900
Les Dragons de Villars, par A. Maillard et Georges Bull- Brandus, 1900
Faust: opéra de Ch. Gounod : fantaisie de 1 à 4 mains, par Georges Bull- Choudens, 1920
Mireille : opéra de Ch. Gounod : fantaisie à 2 mains, par Georges Bull- Choudens, 1920
Le miroir dramatique, opéra comique, transcription facile à 4 mains par Georges Bull / musique de Ad. Adam, 1900
Scènes et paysages: 30 morceaux faciles pour piano, Tante Rose, par Marc Burty- Durand & Schoenewerk, 1893
Six transcriptions pour piano & violon : d'après une mélodie populaire, par Georges Bull, 1900
Six transcriptions pour piano & violon : chant hébraïque, par Georges Bull, 1900
Six transcriptions pour piano & violon, par Georges Bull. La fée des roseaux valse de P. Granger, 1900
Et quelques-unes des affiches des œuvres de Marc Burty ou Georges Bull :

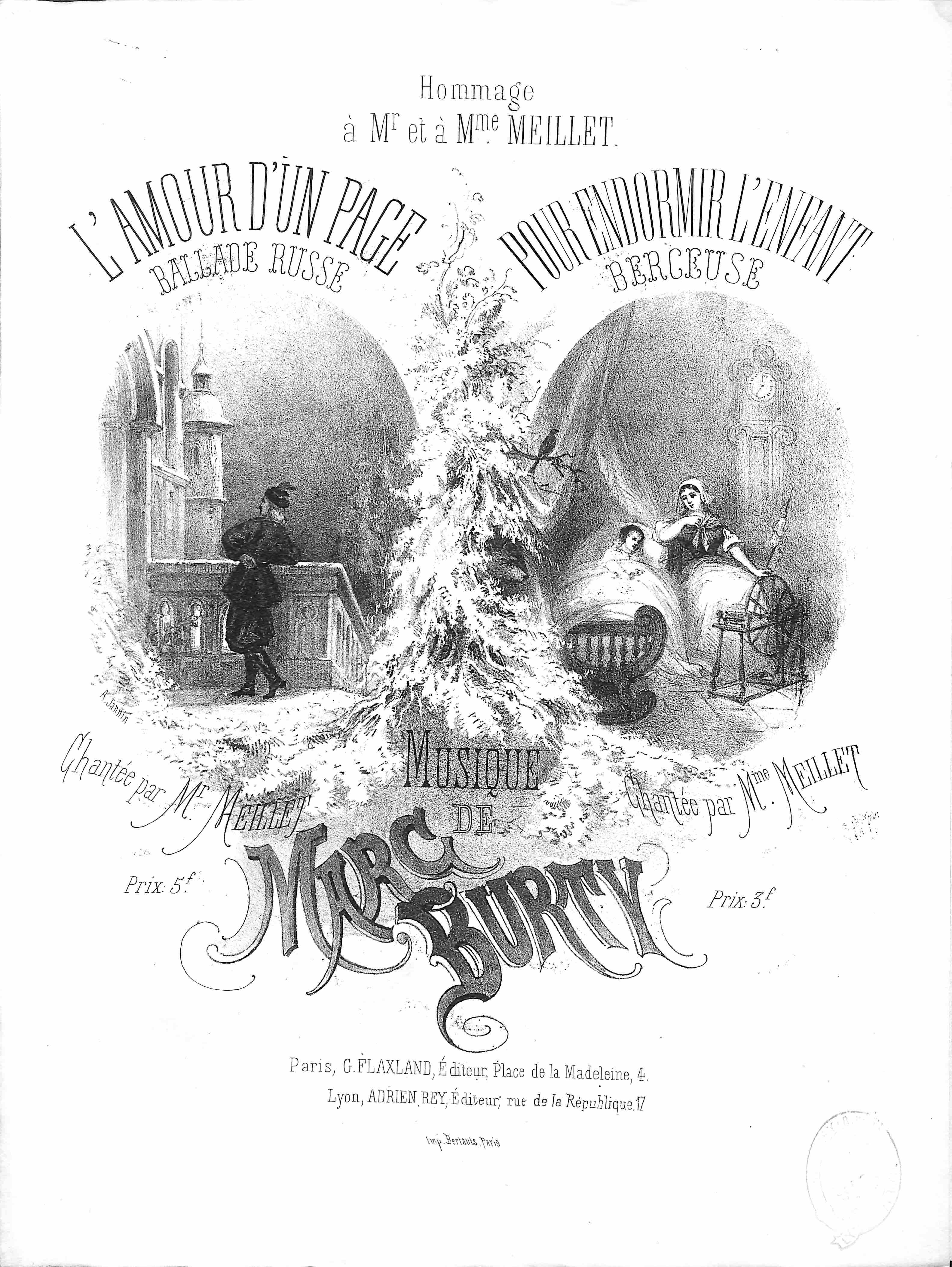
Page de titre de la ballade russe et d'une berceuse-Musique de Marc Burty
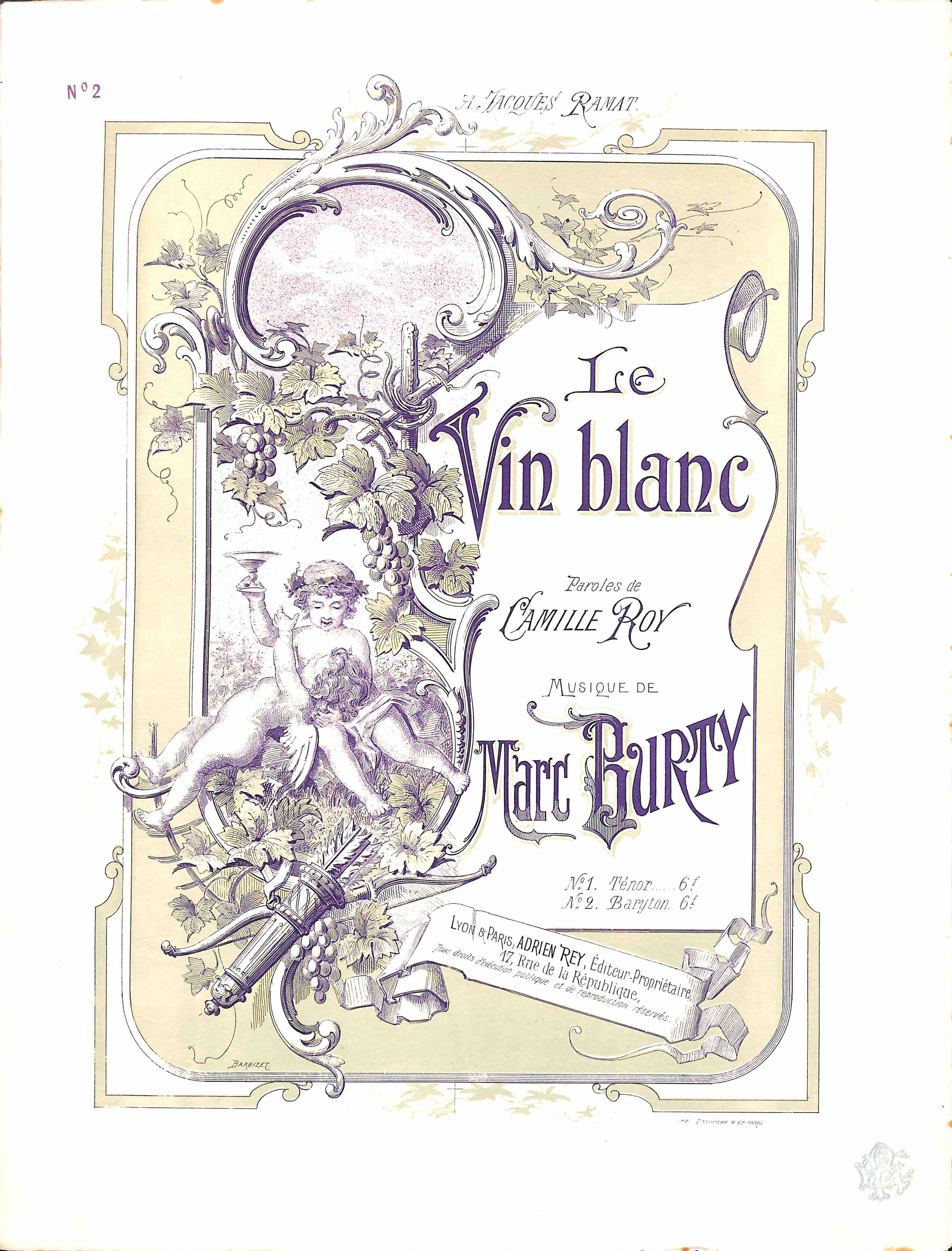
Page de titre du Vin blanc-Roy-Burty
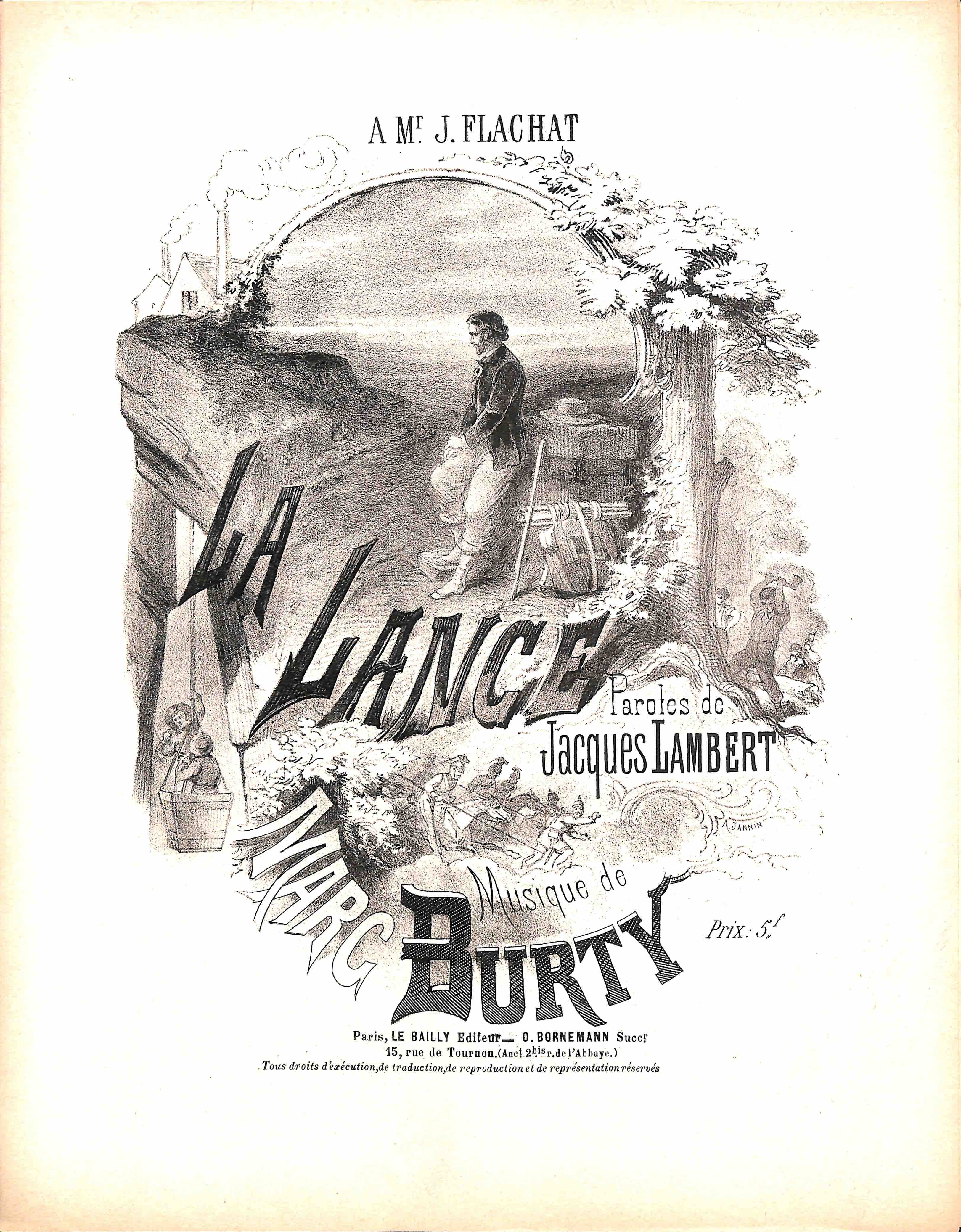
Page de titre de La Lance -Lambert-Burty
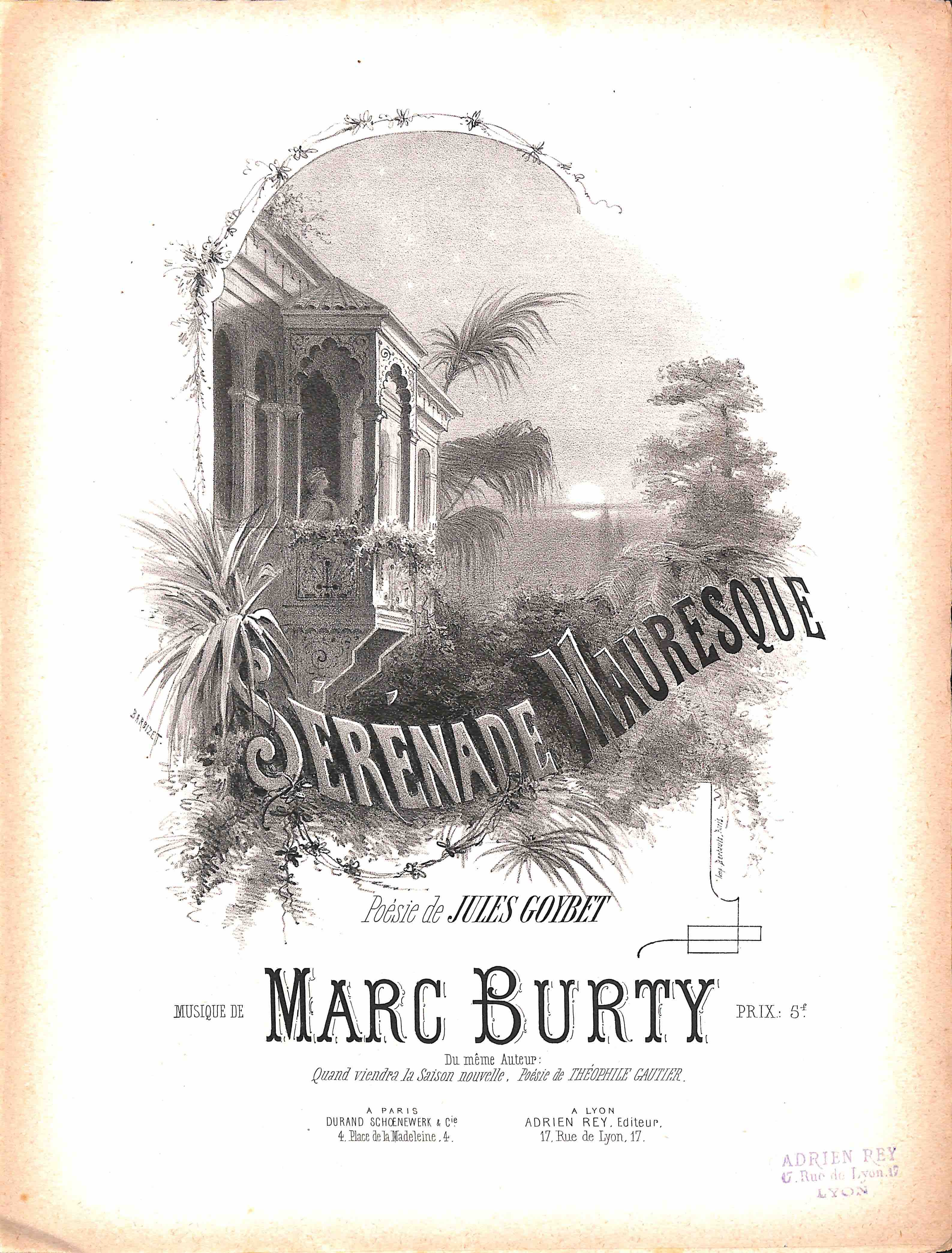
Page de titre de Serenade mauresque-Goybet-Burty
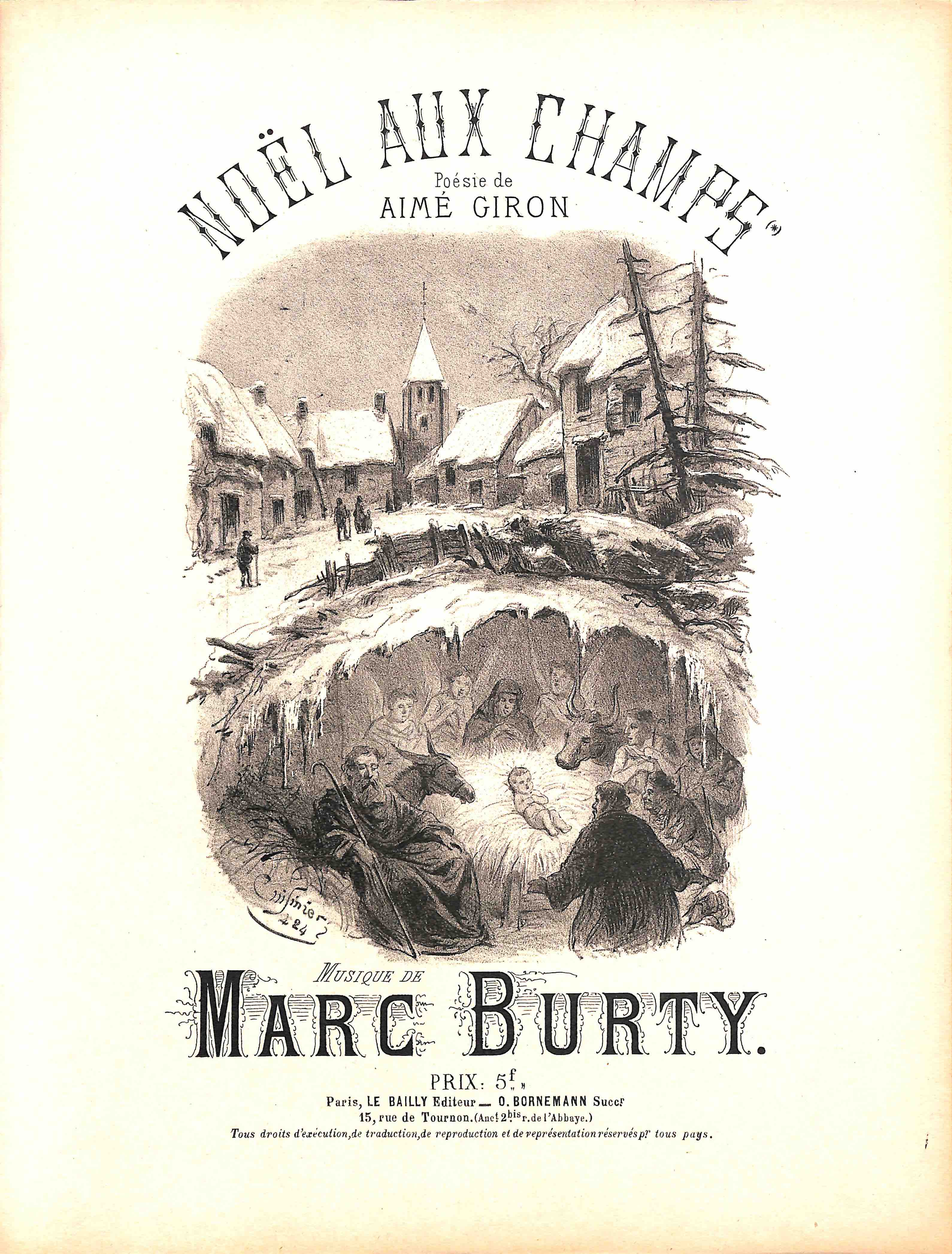
Page de titre de la poésie-Noel-aux-champs-Giron-Burty
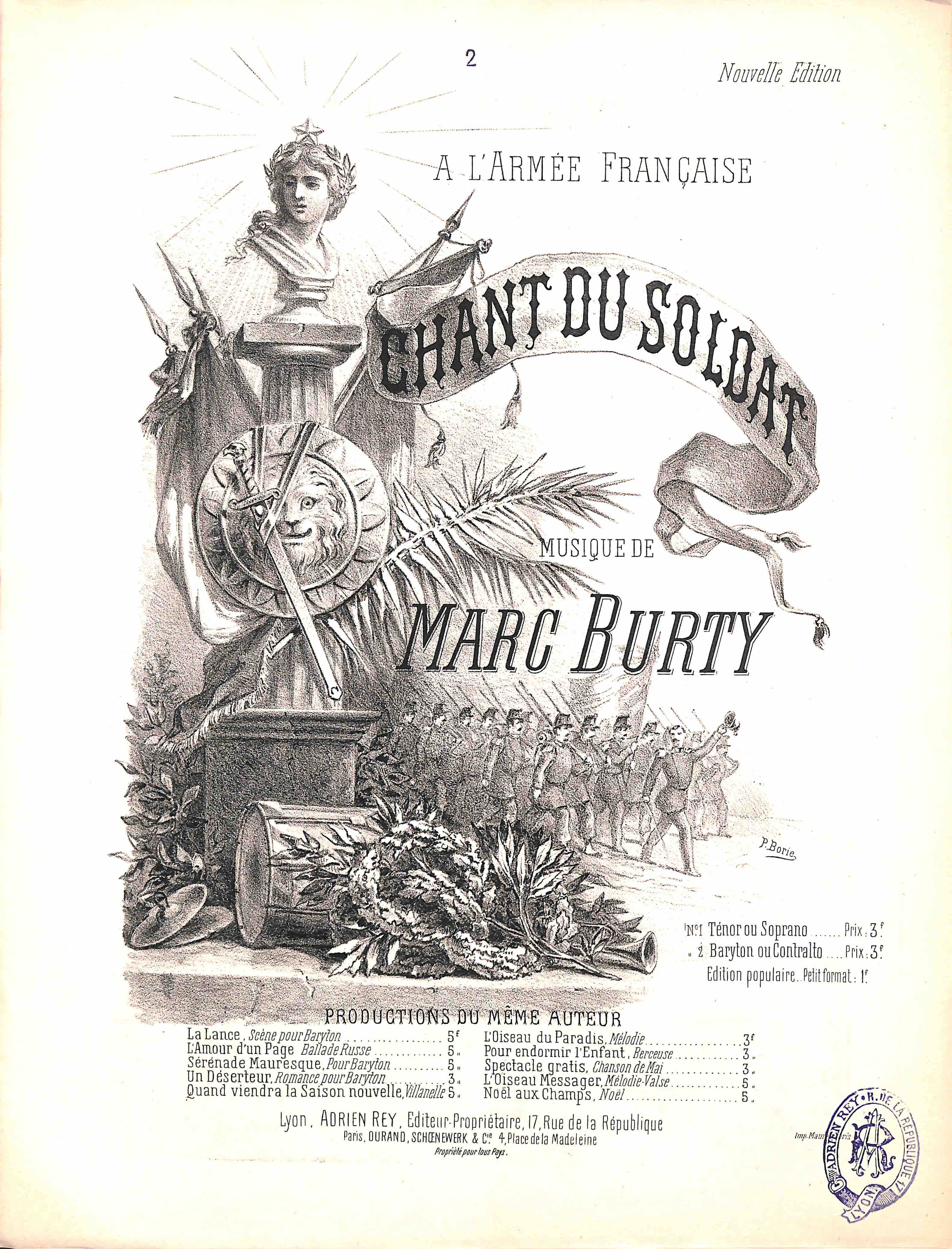
Page de titre du Chant du soldat-Rayssac-Burty
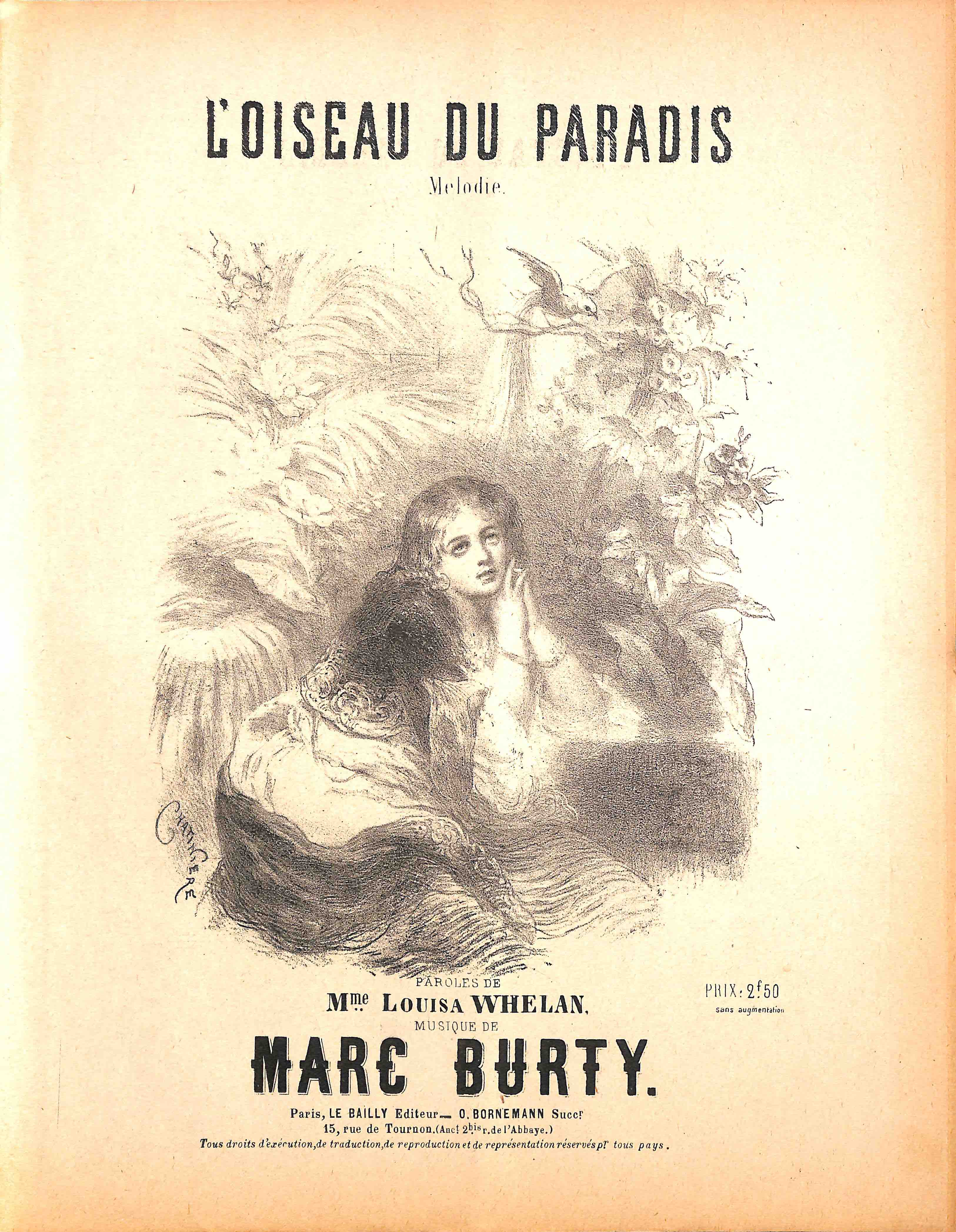
Page de titre de la melodie L'Oiseau-du-Paradis-Whelan-Burty
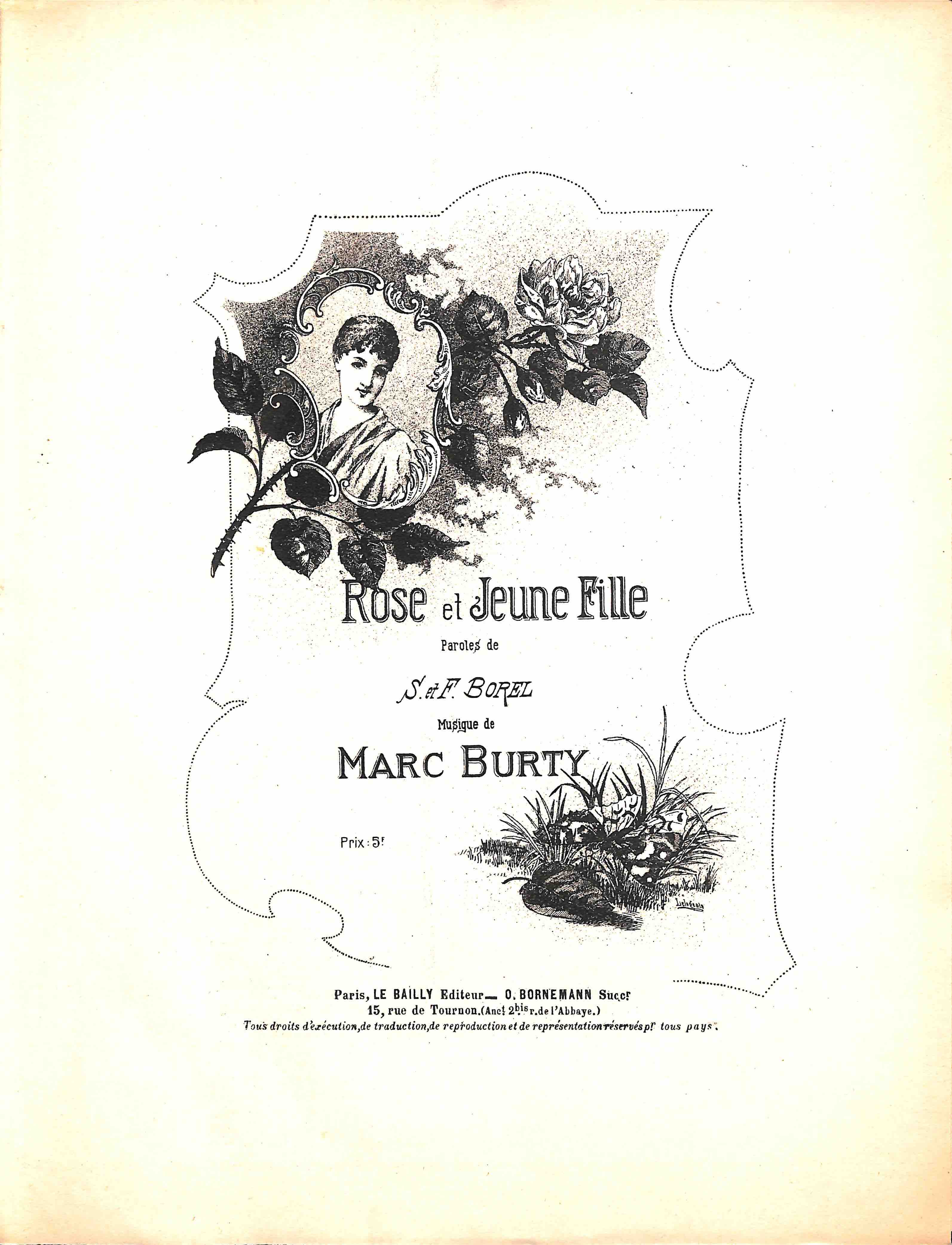
Page de titre de la poésie-Rose et jeune fille-Borel-Burty
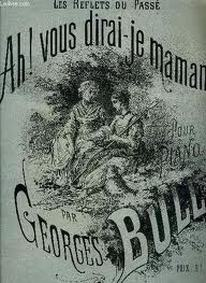
Ah! vous dirai-je maman-musique de Georges Bull
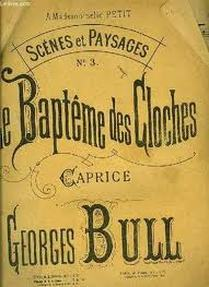
Le Baptême des Cloches-musique de Georges Bull